# Italian dressing
L'Italian dressing (lett. "condimento italiano") è un condimento per insalate statunitense.

## Storia
Secondo alcune fonti, l'Italian dressing risale al 1941 e fu ideato da Florence Hanna, moglie di Ken Hanna e figlia di immigrati italiani che preparavano grandi quantità di condimenti per insalate nel seminterrato del ristorante di famiglia di Framingham Ken's Steak House (che prendeva originariamente il nome di The '41 Cafe). La crescente domanda di Italian dressing catturò l'attenzione dei Crowley, proprietari di un'azienda manifatturiera, che iniziarono a vendere il prodotto su larga scala e in diverse varianti. Inoltre, l'Italian Dressing veniva servito dal 1948 nel Wishbone, un ristorante di Kansas City aperto tre anni prima da Phillip Sollomi e sua madre Lena Sollomi, che erano di origine siciliana. L'Italian dressing del Wishbone era una miscela di olio, aceto, erbe e spezie ispirata a una ricetta di famiglia, ed ebbe così successo che la famiglia Sollomi decise di venderlo in grandi quantità prima che la ricetta del condimento venisse acquistata dalla Lipton.

## Caratteristiche
L'Italian dressing è un condimento a base di acqua, aceto o succo di limone, olio vegetale, peperoni tritati, zucchero o sciroppo di mais e una miscela di numerose erbe e spezie, tra cui origano, finocchio, aneto e sale. A volte, l'Italian dressing contiene altri alimenti fra cui aglio e cipolle, che conferiscono ad esso un sapore più forte. Oltre a fungere da ingrediente per insalate, l'Italian dressing viene a volte usato per marinare la carne e le verdure da friggere o per insaporire i panini e le insalate di pasta.
Quando è un alimento pronto, l'Italian dressing è contenuto in bottiglie oppure è una miscela aromatica confezionata composta da verdure ed erbe disidratate da mescolare con olio e aceto.

## Varianti
La creamy Italian dressing è una variante dell'Italian dressing che, oltre ad avere i suoi stessi ingredienti, presenta latticini e stabilizzanti che le conferiscono una consistenza cremosa.